# Comede
Le Comede, est une association française de soutien aux personnes exilées créée en 1979. Elle a pour objectif d' «agir en faveur de la santé des exilés et défendre leurs droits».  

## Présentation
Le Comede est une association loi de 1901 créée en 1979 pour offrir un soutien aux personnes migrantes en matière de santé et de défense de leurs droits. Les activités de l'association sont conduites par une équipe pluridisciplinaire composée de salariés et de bénévoles professionnels de la santé (incluant des médecins, des psychologues, des ostéopathes, des infirmières et des sages-femmes) et d'un corps de professionnels du droit et de l'action sociale (incluant des juristes, des assistantes sociales et des médiateurs).   
Le Comede a mis en place des dispositifs d'accueil en Île-de-France (Kremlin-Bicêtre, Pantin, Paris), en Provence-Alpes-Côte d'Azur (Marseille), en Auvergne-Rhône-Alpes (Saint Etienne) et en Guyane (Cayenne).  

## Activités
En 40 ans, le Comede a accompagné plus de 150 000 personnes de plus de 150 nationalités différentes, par le biais de consultations et permanences téléphoniques. Parmi ces personnes, beaucoup sont originaires d'Afrique de l'Ouest, d'Afrique du Nord, d'Afrique Centrales, d'Asie du Sud et d'Europe de l'Est.  
L'association accueille et soigne les personnes migrantes/étrangères qui, en plus d'avoir des besoins bien spécifiques, rencontrent beaucoup de difficultés dans l’accès aux soins. La barrière de la langue étant notamment un premier obstacle pour accéder à la santé, le Comede s'entoure de traducteurs pour pouvoir communiquer plus aisément avec les personnes bénéficiaires tout au long de leur suivi. Aussi, le Comede s'engage à accompagner les personnes étrangères dans leurs démarches administratives et d'accès aux droits, notamment à l'aide médicale d'état et à la CMU. 
Par ailleurs, le Comede exécute un travail de recherche, d'information et de formation pour sensibiliser les professionnels de la santé, du social et du droit aux besoins spécifiques des personnes exilées. L'association édite régulièrement des documents d'informations à destination du grand public, des personnes étrangères ainsi que des professionnels de la santé, du social et du droit.